# ميكايلا بيركو
ميكايلا بيركو (بالعبرية: מיכאלה ברקו‏)‏ (مواليد 31 مارس 1967) عارضة أزياء وممثلة رومانية إسرائيلية .

## تشأتها
ولدت بيركو في تل أبيب بإسرائيل لأبوين يهوديين أشكناز هاجرا إلى إسرائيل من رومانيا. هي فقط طفلة. والدها أرماند (1925-2007) ينحدر من بوخارست ، بينما والدتها يهوديت من تيميشوارا. نشأ بيركو وهو يتحدث العبرية والرومانية والهنغارية. كما حصلت على الجنسية الرومانية.

## وصلات خارجية
- ميكايلا بيركو على موقع IMDb (الإنجليزية)
- ميكايلا بيركو على موقع قاعدة بيانات الفيلم (الإنجليزية)
- ميكايلا بيركو على موقع كينوبويسك (الروسية)
- ميكايلا بيركو على موقع دليل عارضات الأزياء (الإنجليزية)
- "Hakhi'yafot baolam" ("The Prettiest In the World") by Rina Nelkin at Maariv online (4 August 2007)